# Sugar Hill (New Hampshire)
Pour les articles homonymes, voir Sugar Hill.
Sugar Hill est une municipalité américaine située dans le comté de Grafton au New Hampshire. Selon le recensement de 2010, sa population est de 563 habitants.

## Géographie
La municipalité s'étend sur 17,19 milles carrés (44,52 km2), dont 0,18 milles carrés (0,47 km2) d'étendues d'eau.

## Histoire
La localité est fondée vers 1789 sur le territoire de Gunthwaite (devenue Lisbon en 1824). Sugar Hill est incorporée en 1962, ce qui en fait la plus jeune municipalité de l'État. Son nom provient des érables à sucre qui peuplent ses collines.